# Lottia leucopleura
Lottia leucopleura är en snäckart som först beskrevs av Gmelin 1791.  Lottia leucopleura ingår i släktet Lottia och familjen Lottiidae. Inga underarter finns listade i Catalogue of Life.